# Vitória Rugby Club
O Vitória Rugby Club,  é uma equipe de Rugby da cidade de Vitória, ES, Brasil. Fundado em 21 de abril de 2007. Atualmente o clube contém as categorias, juvenil, masculina e feminina. 

## História
O clube nasceu pelo esforço coletivo entre pessoas que praticaram o rugby fora do ES ( Rio de Janeiro, Espanha, Chile, Argentina, dentre outros diferentes Estados e países) e uma vez no ES sentiram falta do esporte e tudo aquilo que ele proporciona. Usando a internet marcaram os primeiros encontros, que se tornaram treinos orientados por Manuel Schiaffino "Manolo", chileno radicado no Brasil, ex-jogador de Rugby amador. Os treinos começaram primeiramente na Praia de Camburi em vista de falta de campos para treino, porém, no fim de 2007 os treinamentos foram transferidos para o Parque Municipal da Pedra da Cebola, ainda em Vitória. Após uma reunir um pequeno grupo de pessoas para treinar, o objetivo do Vitória Rugby foi obter o mais rápido possível o número de jogadores suficientes para competir. Para isso, os integrantes da equipe criaram anúncios e colocaram em algumas academias, além de divulgar em site de relacionamentos e páginas sobre o esporte. Hoje o Vitória Rugby é um grupo que conta com adultos experientes, meninos e meninas que estão aprendendo a jogar e conhecendo cada dia mais desse esporte com o Vitória Rugby.
No ano de 2010, é criado o time feminino dentro do clube, o clube participou como convidado do Campeonato Fluminense de Rugby.

## Títulos
- Campeonato Capixaba de Rugby campeão 2011
- Torneio Aberto de Itacoatiara Beach Rugby vice-campeão taça bronze 1 vez (2008)Masculino
- Torneio UFF Sevens vice taça-bronze 1 vez (2008) Masculino
- Beach Rugby de Farol de São Tomé - Vice Campeão - Masculino
- Campeonato Carioca Serie B Vice- Campeão - Masculino
- SPAC Lions 7's campeão taça prata (2011) Feminino
- SPAC Lions 7's Campeão (2012) Feminino
- Campeonato Carioca 7's Feminino vice-campeão 2011
- Campeonato Cariosa 7's Feminino Vice-campeão 2012
- Campeonato Cariosa 7's Feminino Campeão 2013
- Primeiro Universtitário brasileiro de rugby Campeão [UCL/VRC] (2011) Feminino